# Chouchou (mascotte yéyé)
Pour les articles homonymes, voir Chouchou.
Chouchou est un petit personnage du magazine Salut les copains.

## Historique
Chouchou nait le  1er mai 1963 dans le no 10 du magazine mensuel Salut les copains grâce au dessinateur Philippe Fix (illustrateur de nombreux livres pour la jeunesse, né en 1937 à Grendelbruch). Il a une tête arrondie, les cheveux bruns coupés au bol qui tombent sur ses yeux et est habillé d'une chemise à carreaux. La fiancée de Chouchou se nomme Yéyé, son petit frère Minichouchou et son chien répond au nom de Ouah-ouah.
Son nom provient d'une des rubriques de l'émission Salut les copains sur Europe no 1 : intitulée Le chouchou de la semaine, elle désigne la chanson et/ou l'artiste privilégiée, diffusée en début et en fin de chaque émission durant une semaine.
Célèbre mascotte du magazine, Chouchou a fait aussi l'objet de divers articles publicitaires, tels que : posters, cartes postales, porte-clefs... Il apparaît également sur la Photo du siècle, dans les mains du Petit prince.
Le personnage de Chouchou, son style, sa chevelure, s'inspirent du look de Claude Lemoine - qui sera responsable disque chez Decca et (plus tard) père du jeune chanteur Jordy.

## Magazine
Fin 1964, Daniel Filipacchi, face au succès de Chouchou et de Salut les copains (qui tire à plus d'un million d'exemplaires), décide de créer un magazine hebdomadaire de bande dessinée autour de la culture yéyé, avec pour objectif d'en vendre 100 000 par numéro. Filipacchi, associé aux éditeurs de bande dessinée Georges Dargaud, Jacques Émile et Pierre Lazareff au sein du comité de rédaction, en confie la rédaction en chef à Jean-Claude Forest. Celui-ci y publie des séries ambitieuses (son Bébé Cyanure, Les Naufragés du temps, qu'il écrit pour Paul Gillon, Ténébrax de Jacques Lob et Georges Pichard, P'tit Gus et les Mystères de Raymond Poïvet et Remo Forlani, des séries de Guy Mouminoux, Robert Gigi) à côté d'histoires imposées par le comité de direction (Sylvie - une série mettant en scène Sylvie Vartan - de Forlani et Noël Gloesner, Hurrah Kennedy de Nathalie Michel et Michel Stringer) et de rééditions de comic strip (Dick Tracy, les Peanuts). Les ventes restant inférieures aux prévisions, Filapacchi décide l'interruption de la plupart des séries après 9 numéros et un passage au petit format à partir du no 10 ; bien que Lob, Mouminoux et Pichard continuent à y collaborer et que deux récits du Billy James d'Hugo Pratt soient traduits, la qualité des planches publiées décline. Forest est remplacé par Forlani au 12e numéro et la publication cesse après le 14e.

## Discographie
Chouchou devint même chanteur grâce à la voix — accélérée sur un Nagra — de Jacques Revaux,.
En 1964, sous le label AZ disque Vogue, il publie deux EP : 
- le premier, sous la référence AZ 950, contient les titres :
  - Johnny, Françoise et Sylvie (paroles et musique Jean-Jacques Debout)
  - Ma moto (paroles Evelyne Verrechia, musique G. Stratton, A. Wilson)
  - La récapitulation (paroles Jacques Revaux, musique Billy Nancioli)
  - La mascotte des copains (paroles Fix, musique Maurice Vander)
- le second porte la référence AZ 967, et contient les titres :
  - Du pain et du beurre (Claude François, Jay Turnbow, Larry Parks, Vline Buggy)
  - Je ne comprends pas les filles (Billy Nencioli, Georges Blaness, Jacques Revaux)
  - Do, ré, mi (André Salvet, Lee Dorsey)
  - Mon anniversaire (Jean-Jacques Debout)